# Irma Testa
Irma Testa, född 28 december 1997 i  Torre Annunziata, Napoli, är en italiensk boxare.

## Karriär
Vid OS 2020 tog Testa brons i fjädervikt. Vid VM 2022 tog hon silver och vid VM 2023 tog hon guld i samma viktklass.